# Flughafen Salamanca

i7
i11
i13
Der Flughafen Salamanca-Matacán (spanisch Aeropuerto de Salamanca; IATA-Code: SLM, ICAO-Code: LESA) ist ein internationaler Flughafen in der Provinz Salamanca in Spanien. Die spanischen Luftstreitkräfte nutzen den Platz als Base Aérea de Matacán.

## Lage und Verkehrsanbindung
Der Flughafen Salamanca-Matacán befindet sich 14 Kilometer östlich der Stadt Salamanca auf dem Gelände der ehemaligen Festungsanlage Matacán. Südlich des Flughafens verlaufen die Carretera Nacional N-501 und die Autovía A-50. Eine Anbindung an den öffentlichen Personennahverkehr besteht nicht.

## Geschichte
Der heutige Flughafenstandort ist bereits der dritte nach San Fernando und Arauzo, beide heute aufgegeben. Sie dienten während des ersten Jahres des Spanischen Bürgerkrieges zwischen 1936 und Ende März auch den Junkers Ju 52/3m der Kampfgruppe 88 (K/88) der deutschen Legion Condor als Basis, bevor diese nach Burgos verlegt wurden.
Nach Ausbruch der Schlacht von Brunete wurde die im Norden liegende Kampfgruppe 88, die inzwischen auch die moderne Heinkel He 111 einsetzte, im Juli 1937 auf die neue Basis am heutigen Standort Matacán verlegt. Mitten während des Kriegs startete im Sommer 1937 von hier der erste Flug der Iberia nach Tetuán im damaligen spanischen Teils Marokkos. Zur Wiederaufnahme des Flugbetriebs hatte Iberia Ju 52/3m von der Lufthansa erhalten. Im Mai 1939 verlegte Iberia ihren Sitz auf den noch heute als Heimatbasis dienenden Flughafen Madrid-Barajas. 
Nach dem Krieg stationierten die spanischen Luftstreitkräfte in Matacán eine mit Ju 52/3m ausgerüstete Blindflugschule, die Escuela de Vuelo sin Visibilidad aus der 1946 die bis Anfang der 1950er Jahre bestehende Escuela Superior de Vuelo hervorging, die die Elite der spanischen Luftstreitkräfte ausbildete. Diese Schule wurde nach Jerez verlegt und 1954 wurde Salamanca anstelle dessen Heimatstützpunkt der Flugschule für das Fortgeschrittenentraining für den Instrumentenflug. Sie führte ab 1964 auch Schulungen für Antriebs- und Triebwerkstechnik durch, bevor dieser Ausbildungszweig zehn Jahre später an die zivile Escuela Nacional de Aeronáutica (ENA) abgegeben wurde.
Auch die zivile Mitbenutzung begann 1946 und 1954 wurde die Bahn 04/22 eröffnet. Die im vorigen Absatz erwähnte ENA entstand 1974 und 2005 wurde ein neues Terminal eröffnet.

## Militärische Nutzung
Heute ist auf der Base Aérea Salamanca/Matacán die Grupo de Esuelas de Matacán (GRUEMA) beheimatet, die CASA C-101 Aviojet und Airbus Military CN-235M-100 in ihrem Bestand hat.

## Flughafenanlagen

### Start- und Landebahnen
Der Flughafen Salamanca-Matacán verfügt über zwei Start- und Landebahnen. Die längere Start- und Landebahn 03/21 ist 2.513 Meter land, 60 Meter breit und hat einen Belag aus Asphalt. Die unbefestigte Start- und Landebahn 08/26 ist 1.864 Meter lang und 122 Meter breit.

### Passagierterminal
Das Passagierterminal des Flughafens hat eine Kapazität von 300.000 Passagieren pro Jahr. Es ist mit zwei Flugsteigen ausgestattet.

## Fluggesellschaften und Ziele
Derzeit bietet lediglich Volotea Linienflüge nach Salamanca an, das einzige Ziel ist Palma de Mallorca.

## Verkehrszahlen
| Jahr  | Fluggastaufkommen | Luftfracht (Tonnen) | Flugbewegungen |
| ----- | ----------------- | ------------------- | -------------- |
| 2024* | 20.215            | 0,000               | 8.435          |
| 2023  | 20.094            | 0,000               | 8.253          |
| 2022  | 13.033            | 0,000               | 8.716          |
| 2021  | 10.730            | 0,000               | 9.806          |
| 2020  | 2.358             | 0,000               | 7.460          |
| 2019  | 17.766            | 0,000               | 10.129         |
| 2018  | 14.646            | 0,000               | 9.586          |
| 2017  | 15.030            | 0,000               | 10.110         |
| 2016  | 15.525            | 0,114               | 9.292          |
| 2015  | 23.052            | 0,000               | 8.076          |
| 2014  | 18.349            | 0,000               | 5.486          |
| 2013  | 15.830            | 0,000               | 6.907          |
| 2012  | 22.718            | 0,000               | 9.116          |
| 2011  | 37.257            | 0,000               | 12.538         |
| 2010  | 43.179            | 0,000               | 12.244         |
| 2009  | 53.088            | 0,000               | 12.832         |
| 2008  | 60.103            | 0,000               | 12.450         |
| 2007  | 65.216            | 0,000               | 10.355         |
| 2006  | 29.308            | 0,000               | 8.658          |
| 2005  | 23.456            | 2,490               | 8.930          |
| 2004  | 21.553            | 0,500               | 9.979          |
| 2003  | 22.650            | 0,000               | 11.417         |
| 2002  | 23.045            | 0,800               | 13.781         |
| 2001  | 32.056            | 0,215               | 11.002         |
| 2000  | 41.136            | 0,380               | 11.481         |

* 2024: Vorläufige Daten